# Las Varillas
Las Varillas é um município da província de Córdova, na Argentina.